# Андснес, Лейф Ове
Лейф Ове Андснес (норв. Leif Ove Andsnes; род. 7 апреля 1970, Кармей) — норвежский пианист и дирижёр.

## Биография
С 1986 года учился в Музыкальной академии имени Грига в Бергене в классе Иржи Глинки. Первый альбом записал в 1987 году (сонаты Бетховена, Шопена и Сметаны). В 1989 году совершил первую гастрольную поездку в Северную Америку, в 1992-м дебютировал в серии концертов Би-Би-Си Промс, а в 2002-м выступил в заключительном концерте серии. С 2003 года Андснес — главный приглашённый дирижёр Норвежского камерного оркестра.
Репертуар Андснеса-пианиста включает произведения композиторов от Моцарта и Гайдна до Яначека и Бартока, но его ядро — сочинения европейских романтиков, особенно Грига.

## Награды
- Премия Хиндемита (1987)
- премия Грига (1990)
- премия Академии Киджи (2001)
- премия Граммофон (2002)
- 11 номинаций на «Грэмми»[4].